# 第25回寬仁親王牌・世界選手権記念トーナメント
第25回寬仁親王牌・世界選手権記念トーナメントは、2016年10月7日から10日まで、前橋競輪場で開催された競輪のGI競走である。
平成28年熊本地震被災地支援競輪として開催。
なお、今年度から10月の開催となった（1998年の第7回大会以来で、その後は7月開催だった）。

## 決勝戦

### 競走成績
- 10月10日（月）[1]
- 誘導員…手島志誠（群馬）[2]

| 着 | 車番 | 選手     | 登録地 | 級 班 | 着差     | 決まり手 | 上がり (秒) | H/B | 特記 |
| -- | ---- | -------- | ------ | ----- | -------- | -------- | ----------- | --- | ---- |
| 1  | 3    | 稲垣裕之 | 京都   | SS    |          | 捲り     | 9.5         |     |      |
| 2  | 2    | 平原康多 | 埼玉   | SS    | 1/4車輪  | 差し     | 9.1         |     |      |
| 3  | 5    | 村上義弘 | 京都   | SS    | 1車身1/2 |          | 9.6         |     |      |
| 4  | 8    | 南修二   | 大阪   | S1    | 1車輪    |          | 9.4         |     |      |
| 5  | 7    | 園田匠   | 福岡   | SS    | 1車輪    |          | 9.3         |     |      |
| 6  | 1    | 浅井康太 | 三重   | SS    | 3/4車輪  |          | 9.2         |     |      |
| 7  | 6    | 古性優作 | 大阪   | S1    | 3車身    |          | 9.9         |     |      |
| 8  | 4    | 深谷知広 | 愛知   | S1    | 4車身    |          | 10.0        |     |      |
| 9  | 9    | 脇本雄太 | 福井   | S1    | 2車身    |          | 10.8        | HB  |      |

### 配当金額
| 枠番二連勝 | 複式   | 2=3   | 1,040円 |
| 枠番二連勝 | 単式   | 3-2   | 1,500円 |
| 車番二連勝 | 複式   | 2=3   | 940円   |
| 車番二連勝 | 単式   | 3-2   | 1,380円 |
| 三連勝     | 複式   | 2=3=5 | 1,040円 |
| 三連勝     | 単式   | 3-2-5 | 3,960円 |
| ワイド     | ワイド | 2=3   | 310円   |
| ワイド     | ワイド | 3=5   | 240円   |
| ワイド     | ワイド | 2=5   | 860円   |

### レース概要
脇本の主導権で打鐘を迎え、最終ホームは一列棒状で通過。2コーナーで古性が4番手捲り、さらに車間を空けていた稲垣が3コーナーから番手捲り。稲垣が振り切って、12度目の挑戦で念願のGI初優勝を果たした。
バックから内を進んだ単騎の平原は、4コーナーで村上を外に飛ばすなどの奮闘で2着。

## その他
- 前橋での寬仁親王牌の開催は、市田佳寿浩が制覇した2010年大会以来6年ぶり。GI開催は、武田豊樹が制覇した2014年9月の第57回オールスター競輪以来2年ぶり。

- 8月のGI第59回オールスター競輪（松戸）、9月のGII共同通信社杯（富山）と、短走路でのビッグレース開催が続いた。

- 決勝戦の地上波中継は、「平成28年熊本地震被災地支援競輪 第25回寬仁親王牌・世界選手権記念トーナメント（GI）決勝戦中継」テレビ東京《TXN系列 全6局ネット》が放送[4]。また、群馬テレビ[注 1]ではCS放送の同時ネットを行った。

- 前年・前々年大会[5]と同様、優勝者（稲垣）へのトロフィー下賜は彬子女王によるものだった[6]。

- 年金支給日前に行われた事もあり総売上は83億6470万5400円（目標は94億円）で、昨年比は90.8％。「4日制以上のG1の最低売上額」（6月の第67回高松宮記念杯競輪）を大幅に更新してしまった[7][8]。

### 競走データ
- 決勝メンバー中、古性優作は今回がGI初優出となった[9]（100期以降の男子では3月のダービー・三谷竜生と5月のダービー・近藤龍徳に続く）。